# Řecký folklór

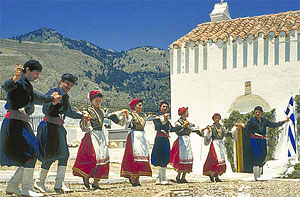
Kréťané

Řecký folklór je pojmenování pro lidové zvyky a hudbu moderních Řeků. Nezahrnuje pouze Řecko, ale i země kde Řekové žijí nebo žili do 20. století (Anatolie, Egypt, Itálie, Kypr, Bulharsko, Ukrajina). Moderní řecký folklór má kořeny v byzantské době, ačkoli některé prvky mají původ až v antice. Lidová hudba a tance se liší podle krajů. Tradičním řeckým tancem je tanec syrtos, který se tančí ve všech Řeky osídlených oblastech. Je to tanec do kruhu, který existuje již od starověku.

## Makedonie
Makedonský řecký folklór má mnoho společného se starověkým řeckými hudebními nástroji a tanci. Tradiční mužský makedonský kroj se skládá z čepice (někdy turbanu nebo šátku) a suknice (fusta). Tradiční lidové nástroje jsou gaida (dudy), méně se používá klarina (klarinet). Známé tance jsou baiduska, pusnitsa, dimitrula, samarinas, leventikos, syrtos, antikristos, mikri eleni či akritikos. Známé jsou písně Zaiko kukuraiko, Troiro, nebo hymna řecké Makedonie, na níž se také tančí starověký tanec.

## Thrákie

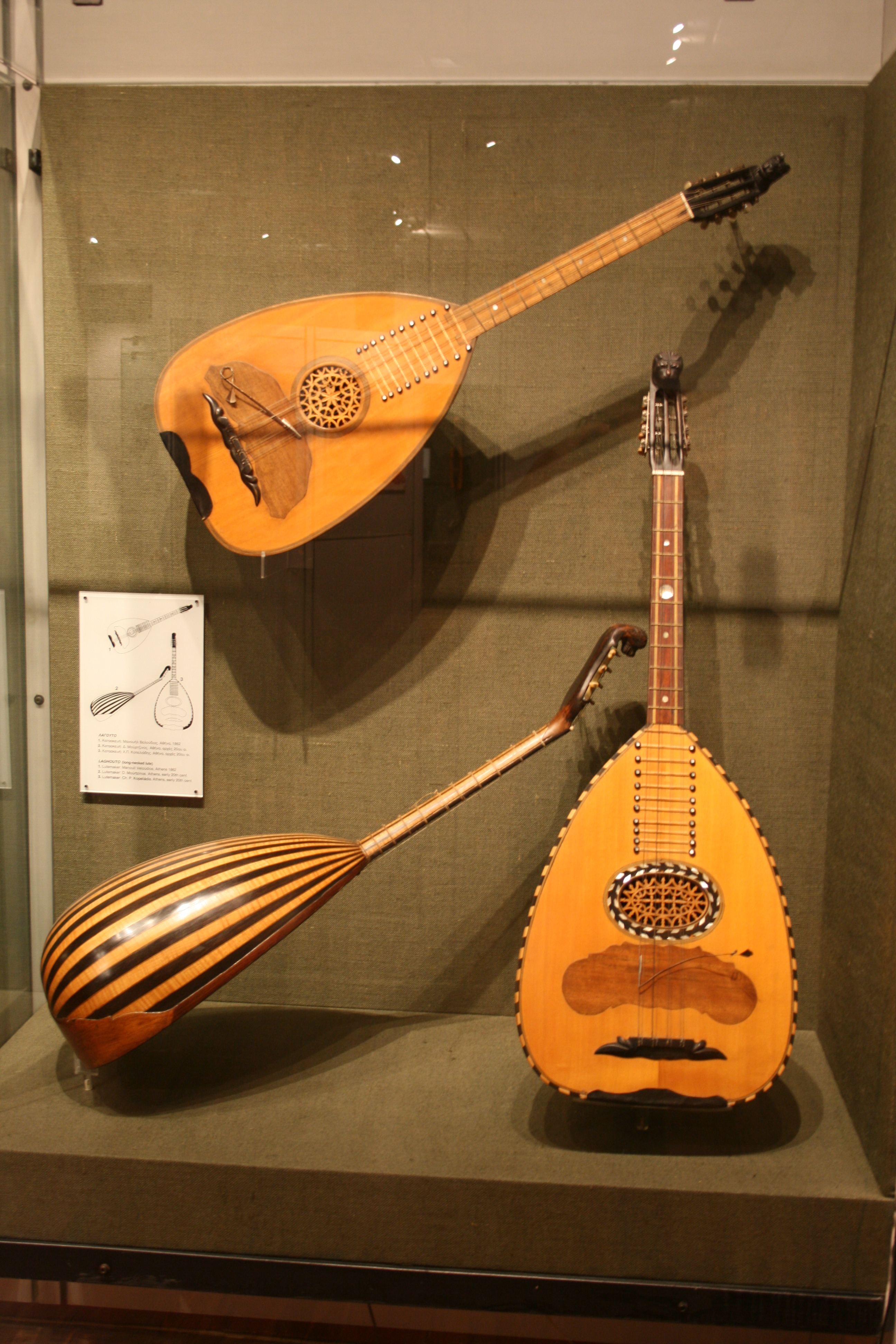
Různé typy nástroje lauoto z 19. a 20. století

V řecké Thrákii jsou podobné zvyky, jako jako v Bulharsku. Používají se zde stejné nástroje a velmi podobné kroje. V Thrákii jsou usazeni i Řekové z Bulharska, kteří sem přišli během řecko-bulharské výměny obyvatelstva. Jejich zvyky jsou však téměř totožné se zvyky thráckých Řeků. V Thrákii žije i turecká menšina, která sem přinesla anatolský tanec chalai. Známými tráckými tanci jsou zonaradikos, baiduska, tripati, kotsek a sfarlis. Známé písně jsou Kulyriastos, Randile či Kardia mu klitomeni Populárními nástroji jsou thrácký klarinet (klarina) a řecká lyra, která je podobná houslím, s tím rozdílem, že se na ni hraje svisle.

## Epiros

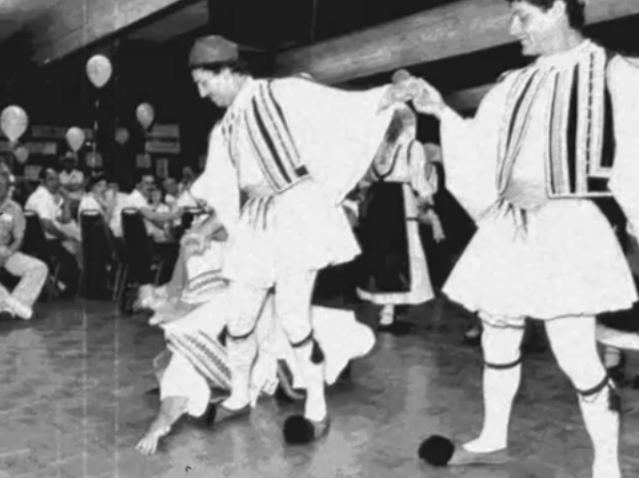
Tanec tsamiko

V Epiru je řecký folklór podobný albánskému. Nejčastějším hudebním nástrojem je klarinet (klarina), v pozadí písní zní i drnkací nástroje. Zpěv tohoto kraje je v rámci Evropy ojedinělý. Jde o pomalý táhlý zpěv, charakteristický spíš pro Blízký východ, i když se od něj epirský styl odlišuje. Písně začínají tradičně, povzdechem Aide ... Podobný styl v Evropě lze nalézt ještě na Sardinii. Jsou zde populární i tzv. kleftika tragoudia (zbojnické písně). V Epiru žijí i Sarakacani, etnická skupina horských Řeků, kteří jsou charakterističtí svým černým krojům. Známými tanci jsou zde Katsa, Karaguna, Zagorisios, Tsamikos, Sta dyo a Sta tria. Známé jsou písně Despo a Pame sta klarina. Zajímavé jsou i písně románských Valachů z této oblasti.

## Thesálie
V Thesálii je folklór podobný epirskému. I zde žijí Sarakacani. Písně se zpívají pomalu, někdy orientálním tónem v doprovodu klarinetu. Známé tance jsou Klistos, Tai-tai, Sta tria, Karaguna nebo Svarniara.

## Peloponés
Na Peloponésu byly také rozšířeny zbojnické písně. Používá se zde klarinet, ale jiný typ než klarinet ze středního Řecka. Nejznámější tance jsou Kalamatianos Syrtos, Kariatido, Tsamikos a Tsakonikos, který má původ ve starověku. Tsakonikos tančí jazyková skupina tsakonských Řeků. Kroj sestává z volné bílé sukně (fustanella) a charakteristického fez, či turbanu. Některé vesnice na severu Peloponésu mají slovanská pojmenování, která zde zůstala po Slovanech žijících v této oblasti v 6-9. století. Sice byly byzantskou mocí přesídleni a malá část pořečtěna, názvy vesnic ale ve slovanském jazyce zůstaly; jde například o vesnice Zigovisti, či Zatuna. Na Peloponésu žije i menšina Arvanitů, řeckých Albánců, kteří mají stejný typ folklóru.

## Kréta
Krétský folklór má v rámci řeckého folklóru specifické postavení. Nejčastějším nástrojem je zde smyčcová krétská lyra, ale i drnkací nástroje (kanonaki, krétské mandolíny - laut). Hudba je orientálního stylu, ale jiná než v Řecku. Zpívá se pomalu a na konci hudba zrychlí. Kréťané jsou známí svými divokými tanci Pentozalis, Syganos, Chaniotikos, či tradičním tancem Syrtos. Kréťané zpívají i tzv. mantinády (mantinades), rýmované písně s doprovodem lyry. Mantinády mají původ v benátském období. Za první mantinádu je považována zpívaná verze řeckého románu Erotokritos. Známými jsou tradiční svatební krétské písně, jako například O choros tu gambru ke tis nyfis (tanec ženicha a nevěsty). Písně jsou často zpívány v krétské řečtině. 

## Jónské ostrovy
Jónské ostrovy nebyly pod tureckou vládou, patřily Italům, proto je zde tradiční italský styl folklóru, odlišný od ostatního řeckého folklóru. Především jsou to neorientální kroje a hudba. Italové sem přinesli tradiční italskou mandolínu, housle a kytaru. Na Korfu je populární jihoitalský hudební styl, podobný italské Tarantelle.

## Egejské ostrovy
Folklór egejských ostrovů je podobný jako řecký maloasijský styl. Preferovány jsou housle a drnkací nástroje (kanonaki, laut). Ženské kroje jsou bohatě barevně zdobeny. Známé tance jsou Syrtos, Pidichtos Rodos, Chiotikos, Ikariotikos. Známé písně pochází od zpěváků jako Jannis Parios, Glykeria či Konitopulos: Ela na se pame s´ena meros, Susta nebo Eri Eri. 

## Ióniea
Iónie byla do roku 1923 řeckým krajem v Anatolii v Turecku. Zahrnoval západní část Anatolie, ve kterém dominovalo řecké obyvatelstvo. Největším městem zde byla Smyrna (dnes İzmir). Po genocidě a následné výměně obyvatelstva mezi Řeckem a Tureckem byli tito Řekové přesídleni do Řecka. Právě oni do Řecka přinesli jak hudbu, která se dnes označuje jako tradiční řecká, tedy tradiční drnkací písně, hrané na drnkací nástroj buzuki, tak hudební styl syrtaki, který se vyvinul z maloasijských písní. Hudba anatolských Řeků pochází z byzantských dob a je čistě orientální. Hudební nástroje jsou drnkací (kanonaki, laut, buzuki, baglamas), ale i tradiční orientální klarinety a i housle. Tančí se tance jako  Syrtos, Zeimbekiko a Karsilamas. Karsilamas je tanec, který tančí dvojice muž a žena, přičemž se jeden druhému stále dívají do obličeje. Ženy často tančí břišní tance, které mají původ v antickém Řecku, kdy se tančily jako oslava ženského kultu a v antické Persii. Kroje žen jsou bohatě třpytivé, s typickou orientální pokrývkou hlavy. Ve Smyrně, v té době moderním městě, byla počátkem 20. století otevřená řecká kavárna Kafé áman, kde se hrály tyto tradiční písně. V současnosti je tento styl nejpopulárnějším hudebním stylem v Řecku. Známé jsou písně Gkiulmpachar, Áman Katerína mu, Jorjitsa nebo Dimitrula. Nejslavnějšími zpěváky těchto písní jsou 

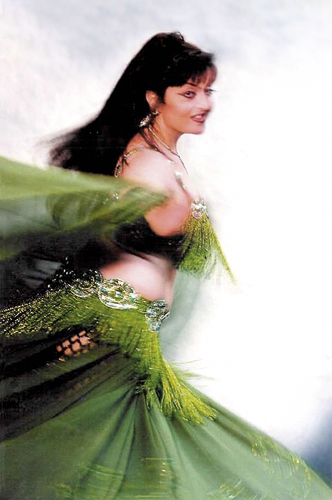
Slavná řecká břišní tanečnice Chryssanthi Sachar

Petros Jetanos či Domna Samiu.

## Pontos

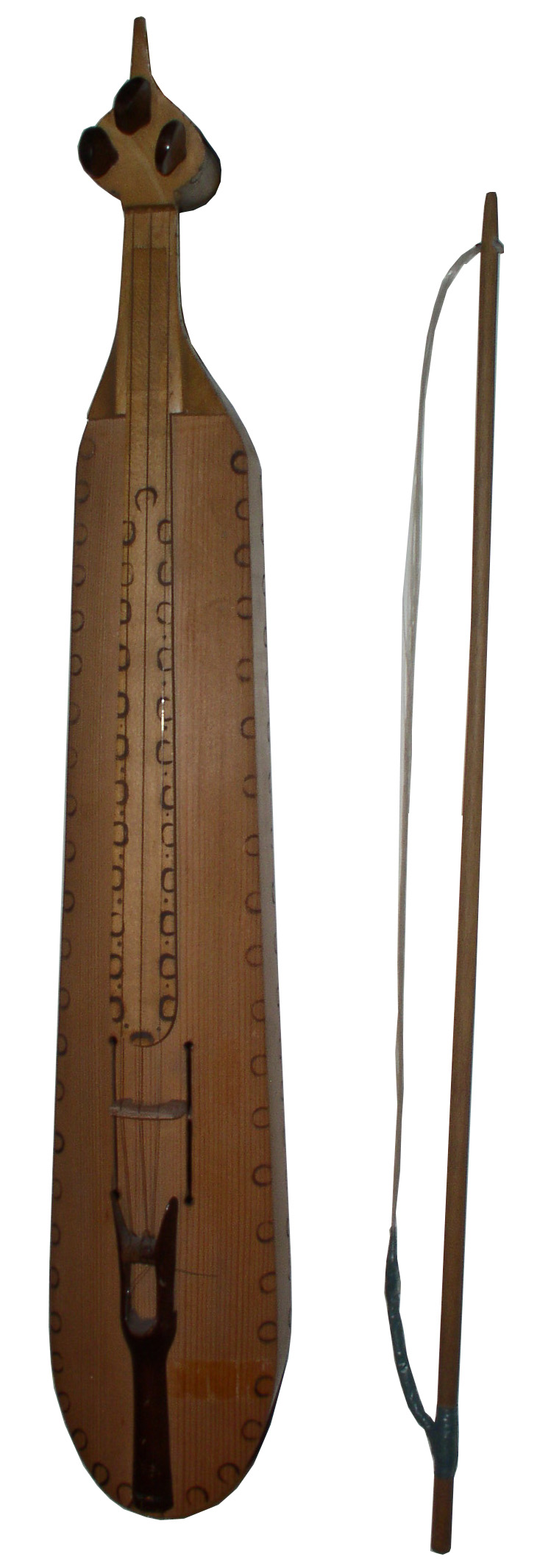
Kemenče Řeků z Pontu

Pontos byl do roku 1923 řeckým autonomním krajem v severovýchodní Anatolii, u Černého moře, v sousedství Arménie a Gruzie. Po genocidě a zmiňované výměně obyvatelstva se pontští Řekové vystěhovali do Řecka a do zemí Sovětského svazu. Pontští Řekové mají svoji vlastní řečtinu, (pontštinu) ve které zpívají i tradiční písně. V rámci řeckého folklóru mají mnoho odlišností. V tancích a některých písních je vidět jasné keltské prvky, které starověcí maloasijští Řekové převzali od Keltů. I zde se tančí do kruhu, ale s úplně jinými kroky. Známé tance jsou Tik, Chalai, Dipat, Trigonitsa, Akritask, Jerasari, Kots, Omal, Syrtos Pafra a Serra. Nejpoužívanějším nástrojem je smyčcová lyra kemenče, která je jiná než řecké lyry, ale i na ni se hraje svisle. Písně jsou převážně orientálního typu, velmi podobné íránským nebo iráckým písním, ale i zmíněného keltského typu (např. Galatia). Známé písně jsou I kor epijen so parchar, Romana, Binarda, Čambašin, Efklidis a Jorika. Tradiční pontské mužské kroje sestávají z turbanu, černé košile a kalhot a nábojnicového opasku, ženy mají třpytivý orientální kroj.

## Konstantinopol
V Konstantinopoli vznikaly tradiční byzantské tance a orientální zpěvy. Už řecký byzantský filozof Michalis Pselos v 11. století zanechal ve svém díle zprávu o řeckém folklóru. V té době zde vznikl tradiční konstantinopolský tanec a hudební styl Chasapiko, který vymysleli řečtí řezníci a proto je označován i jako Choros ton makelarion (tanec řezníků). Tradiční konstantinopolská hudba byla podobná jako hudba ze Smyrny, byla hrána na kanonaki, nebo jiné drnkací nástroje, jako je lauto a také i na housle. Po výměně obyvatelstva se stalo chasapiko oblíbeným stylem Řecka. I zde byly oblíbeny břišní tanečnice. Tuto kulturu převzali i Turci a dnes tvoří součást řeckého a tureckého folklóru. Mnohé písně z Anatolie existují ve dvou verzích, turecké a řecké. Konstantinopolské kroje sestávaly z maloasijských orientálních šatů, přestože již v 19. století byl preferován evropský oblek, ačkoliv často s tradičním fezom. Známé písně jsou Chasapiko politiko, Eche jia panaja, Makber, Chasaposerviko nebo Ada sahili (Matia mu). 

## Kappadokie

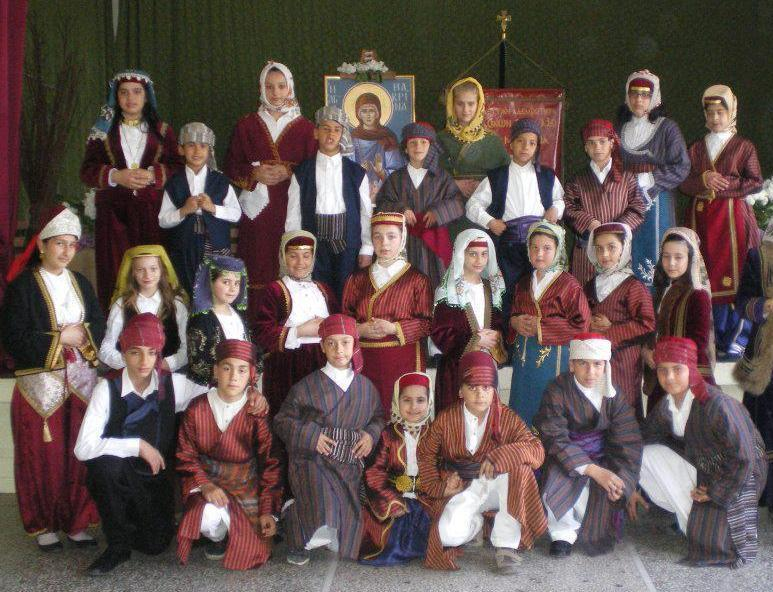
Kapadočtí Řekové

Kappadokie byl další řecký kraj v centrální Anatolii, kde se mluvilo kapadockou řečtinou. Kultura a hudba těchto Řeků je podobná pontskému folklóru, co se týče krojů i hudby. Kapadocké Řekyně ale na rozdíl od pontských chodí skoro celé zahaleny v barevných orientálních šatech s dlouhými rukávy. Na ústech nosí tradiční hedvábný šátek. Při tanci drží v rukou šátek (mandili). Muži chodí oblečeni jednoduše, v bílých košilích a v charakteristických čepicích, turbanech či fezech, někdy i v barevných košilích. Ženské tance jsou pomalé, v orientálním rytmu typickém i pro Kurdistán, Sýrii nebo Írán. Písně k lidovým tancům jsou hrány na klarinet a brnkací anatolské nástroje (např. kanonaki, udi a laut). Muži tančí i tzv. bojové tance, když předstírají boj s šavlemi. Mnoho Řeků bylo z Kappadokie v roce 1923 přesídleno do Řecka, kde si udržují své zvyky a jazyk. Potomci těch, kteří zůstali, jsou dnes muslimové, kteří se však postupně poturčují. Známé tance jsou Ai Vasiliatikos, Dipaša, Choros mandilion, Choros lilalum, Sei Tata, Konialis a Choros Macherion. 
Anatolští Řekové jsou dnes usazeni v Makedonii a jižním Řecku a významně ovlivnili tradiční řeckou hudbu, kterou dnes svět zná hlavně v její anatolské podobě.

## Kypr
Lidová hudba z Kypru je podobná anatolské. Tradiční nástroje jsou orientální mandolíny (laut, laouto), nebo housle. Známé tance jsou „mužské Karsilamas“, „ženské Karsimilas“ a Zeibekikos. Známá píseň je Antikristos Kypros. 

## Itálie
Řekové žijí v Itálii již od starověku. Přestože byla v raném novověku většina z nich romanizována, malá menšina se zde zachovala, především ve vesnicích Getonia, Calinicta či Calimera. Celý jihoitalský folklór má původ v řeckých zvycích, například známý tanec Tarantella pizzica se tančí do kruhu, tradičním pro Řeky už od antiky. Písně se hrají na kytaru, mandolínu, či italský klarinet. Zpívají se v jihoitalské řečtině, Griko. Známá řecká píseň z Itálie je Getonia-Grecia Salentina.

## Ukrajina
Řekové z Ukrajiny patří pod tzv. pontskou jazykovou skupinu Řeků; ačkoli někteří z nich hovoří také turkotatarským jazykem, svou národnost označují za řeckou. Jejich folklór je podobný pontskému, ale podobnější ukrajinskému lidovému, jejich kroj je také podobný s ukrajinským. Tito Řekové žijí především v krymské oblasti, kam jejich předkové přišli ve starověku. Během komunismu byly mnozí asimilováni a poslovanštěni, ale stále zde žije výrazná menšina. Jejich známé tance jsou Koc, Trigona a Kočari (ty mají i pontští Řekové), dále jsou to Haitarma, Tromachton, Čobanku a Meha jurty. Známé písně jsou Panajir, Hašlama a Of mana vai.

## Zvláštnosti

### Fustanella
K tradiční a neodmyslitelné součásti folklóru z pevninského Řecka patří kilt fustanella. Tento typ kiltu se pravděpodobně vyvinul ze starořecké tuniky, která byla sepnuta pásem a tak již tehdy vytvářela dojem kiltu. Není přesně známo, kdy se fustanella rozšířila do novověkého řeckého oblečení. Předpokládá se, že k tomu došlo na konci byzantské doby, kdy zmíněný starověký oděv používali byzantští vojáci. Fustanella se do ostatního Řecka mohla rozšířit i z Epiru. Je také součástí i albánského kroje, proto Albánci často argumentují, že tento kilt vymysleli oni a že nemá starověký řecký původ. Tvrdí také, že pochází z Epiru, kde tvořili menšinu, přinesli ostatním Řekům fustanellu a že peloponésští Řekové , přebrali tento druh oblečení od albanofonních Arvanitů, kteří se zde na některých místech usadili. Fustanella je většinou bílé barvy s naškrobenými částmi, makedonští Řekové a Sarakacani preferují černé zabarvení. 

### Tanec Tsamiko
Tsamikos je populární tanec pevninského Řecka, rozšířený v Epiru, Thesálii, Rumélii a na Peloponésu. Svůj původ má v epirském kraji Paramythia, odkud se rozšířil do jižního Řecka. Tanec může mít původ již v antickém Řecku. Tanec se tančí do kruhu, přičemž nejzkušenější tanečník na konci kruhu tančí samotné tsamikos. Předvádí různé akrobatické výskoky, například je zavěšen za šátek, který v ruce drží vedlejší tanečník a točí se na zemi. Tsamikos tančí i Albánci, kteří byli z řeckého Epiru během Metaxasovy vlády přesídleni do Albánie.

### Hudební styl rembetiko

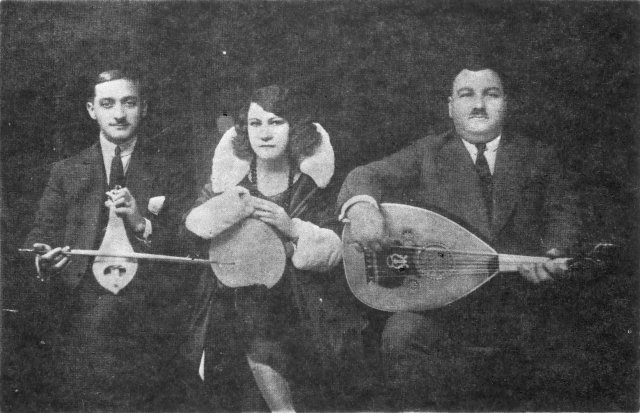
Zpěváci rembetika

Zvláštní část řecké lidové hudby tvoří styl rembetiko. Vznikl až v moderní době, ve dvacátých letech 20. století. Svůj původ má v Malé Asii. Je to tzv. řecké blues. Vznikl kolem roku 1922, kdy přišli do Řecka maloasijští Řekové po vypálení města Smyrna a následné řecko-turecké výměně obyvatelstva. Mnoho Řeků ze Smyrny se usadilo v okolí Atén a v okolním kraji Attika. Zde měli problémy se získáním práce a financí, mnohé rodiny byly často na pokraji úplné chudoby, proto zde vznikaly různé kriminální spolky a kluby, kde se tito lidé setkávali. Tak vznikl styl rembetiko. 
Lidé zde zpívali o sociálních problémech, chudobě a drogách, často v ironickém podání. Časté pointy těchto písní byly například nevěř nikomu, ani přátelům, nespoléhej se, že Ti někdo pomůže nebo vezmi si hašiš a buď šťastný. Rembetiko bylo hráno v maloasijském řecko-orientálním stylu, později byla melodie obohacena i o jiné. Tímto spojením vznikla charakteristická melodie rembetika ale i celkové moderní řecké hudby. Nejslavnější rembetis, tedy zpěvák rembetika byl zřejmě Markos Vamvakaris, rodák z ostrova Syros, který zpíval v Pireu a v Aténách. Je autorem celosvětově známé písně Frangosyriani (katolická dívka ze Syrosu). Tradiční hudební nástroj rembetika je řecký drnkací nástroj buzuki, který je od této doby nejoblíbenějším nástrojem Řeků, ale i menší verze buzuki, tzv. baglamas. Rembetiko bylo ve vyšších kruzích odsuzováno, dokonce bylo za Metaxasova režimu ve 40. letech 20. století zákonem zakázáno, ale ani to nedokázalo šíření tohoto stylu zastavit. Rembetiko patří dnes mezi nejpopulárnější řecké hudební styly. Kromě Vamvakarisa byl později velmi známý i zpěvák Tsitsanis a dnes je to především Giorgos Dalaras.

### Hudební styl laika a syrtaki
Po zpopularizování funkce buzuki díky stylu rembetiko vznikl v Řecku nový hudební žánr hraný tímto nástrojem. Je těžké určit jak styl laiko (v překladu lidový) vznikl. Dalo by se říci, že se vyvinul z rembetika. Po pádu Metaxasova režimu se v 50. letech 20. století začaly poprvé písně stylu rembetiko komercializovat. V Řecku vzniklo několik hudebních vydavatelství, díky nimž nastala druhá zlatá éra stylu rembetiko. Nástroj buzuki byl díky tomu zpopularizován u všech Řeků. Tak vznikaly nové náměty, nyní už ne o problémech lidí, ale o různých jiných tématech, hlavně o lásce a romantice, případně o místech Řecka. Tak vznikl styl laiko, který zahrnoval několik stylů. Silný vliv v něm má orientální řecká hudba, s vlivy italských rytmů z Jónských ostrovů. Některé písně byly více, jiné méně orientální. V 60. letech 20. století se tento styl stal nejpopulárnějším a u Řeků zlidověl, proto dostal název laika tragoudia (lidové písně), ačkoli vznikly pouze v moderní době. Laika byla zpopularizována i díky slavnému filmu Řek Zorba, kde slavný řecký skladatel Mikis Theodorakis složil píseň Zorbas a vymyslel nový řecký tanec a hudební styl, součást stylu laika, syrtaki. Syrtaki bylo inspirováno tradičním řeckým kruhovým tancem syrtos a obohaceno o prvky konstantinopolského řeckého tance chasapiko. Mnoho písní, i píseň Zorbas, vycházelo z konstantinopolské lidové písně Chasapiko politiko, ale byly zde potlačeny silné orientální prvky. Laika byl nejoblíbenějším žánrem řecké hudby až do 80. let 20. století a dodnes jsou tyto písně populární. Syrtaki a laika jsou známé i jako turistické písně, protože hlavně zahraniční turisté si tento druh hudby díky filmu Řek Zorba oblíbili. Nejslavnějšími skladateli byli Mikis Theodorakis, Manos Chadzidakis, Giorgos Zambetas, Manolis Chiotis, Stavros Kougioumtzis a Christhos Nikolopoulos. Slavní zpěváci byli hlavně Giorgos Dalaras, Vassilis Tsitsanis, Grigoris Bithikotsis a Apostolos Nikolaidis.

### Moderní tsifteteli
Řecký orientální hudební styl v doprovodu břišních tanečnic – tsifteteli – se do Řecka rozšířil od maloasijských Řeků po výměně obyvatelstva. Moderní tsifteteli je v Řecku velmi populární hudební styl. Vznikl zmodernizováním tradičního anatolského (řeckého, tureckého, arménského) stylu čiftetel. Písně jsou dnes hrány na buzuki. Známými skladateli jsou: Tasos Bougas, který byl populární hlavně v 80. letech, dále Giorgos Dalaras, Anna Vissi, Despina Vandi, Notis Sfakianakis a Giannis Parios.